# 아키야마 루나
아키야마 루나(일본어: あきやま るな, 1954년 4월 17일 ~ 2014년 3월 8일)는 일본의 여성 성우. 도쿄도 나카노구 출생. 텔레비전 탤런트 센터 20기생. 최종 소속은 81프로듀스.  과거에는 프로덕션 바오밥에 소속. 한때는 악센트에 소속했던 때가 있다. 